# 雅纳切克音乐与表演艺术学院
雅纳切克音乐与表演艺术学院(捷克語：Janáčkova akademie múzických umění v Brně; abbreviation in Czech: JAMU)是一所公立艺术大学，位于捷克布尔诺，成立于1947年，下设音乐学院和戏剧学院。校名为纪念捷克作曲家雅纳切克。